# Галогеніди селену
Галогені́ди селе́ну (рос. галогениды селена, англ. halides of selenium) — бінарні сполуки селену з галогенами. Фториди відомі лише для ступенів окиснення +4 і +6 (SeF4, SeF6).
SeF4 зручний фторуючий агент. SeF6 має регулярну октаедричну структуру. На відміну від сірки, селен утворює стабільний тетрахлорид SeCl4 при прямій взаємодії елементів. Легко гідролізується. З акцепторами Cl- йонізується:
SeCl4 + AlCl3 → [SeCl3] + [ AlCl4]-